# Czerwionka-Leszczyny
Czerwionka-Leszczyny è un comune urbano-rurale polacco del distretto di Rybnik, nel voivodato della Slesia.
Ricopre una superficie di 115,65 km² e nel 2004 contava 41 068 abitanti.